# Велико Вуковје
Велико Вуковје је насељено мјесто у саставу града Гарешнице, у Бјеловарско-билогорској жупанији, Република Хрватска.

## Становништво
Према попису становништва из 2011. године, насеље Велико Вуковје је имало 251 становника.
| Националност       | 1991. | 1981. | 1971. | 1961. |
| Срби               | 189   | 202   | 341   |       |
| Хрвати             | 116   | 111   | 121   |       |
| Југословени        | 23    | 104   | 5     |       |
| остали и непознато | 13    | 2     | 17    |       |
| Укупно             | 341   | 419   | 484   | '     |

| Демографија | Демографија | Демографија |
| Година      | Становника  | Становника  |
| ----------- | ----------- | ----------- |
| 1971.       | 484         |             |
| 1981.       | 419         |             |
| 1991.       | 341         |             |
| 2011.       |             | 251         |

## Попис 1991.
На попису становништва 1991. године, насељено место Велико Вуковје је имало 341 становника, следећег националног састава:
| Попис 1991.‍  | Попис 1991.‍  | Попис 1991.‍ | Попис 1991.‍ | Попис 1991.‍ |
| ------------ | ------------ | ----------- | ----------- | ----------- |
|              |              |             |             |             |
| Срби         | Срби         |             | 189         | 55,42%      |
| Хрвати       | Хрвати       |             | 116         | 34,01%      |
| Југословени  | Југословени  |             | 23          | 6,74%       |
| Словенци     | Словенци     |             | 1           | 0,29%       |
| Украјинци    | Украјинци    |             | 1           | 0,29%       |
| неопредељени | неопредељени |             | 9           | 2,63%       |
| непознато    | непознато    |             | 2           | 0,58%       |
| укупно: 341  |              |             |             |             |